# Sacerdotalis caelibatus
Sacerdotalis caelibatus – encyklika papieża Pawła VI o celibacie kapłańskim wydana 21 czerwca 1967.
- We wstępie (nry 1-15) przedstawiono m.in. zarzuty przeciwko celibatowi kapłańskiemu.
- w części pierwszej omówiono m.in.: znaczenie religijnego celibatu w aspekcie chrystologicznym (nry 19-25), eklezjologicznym (nry 26-32), eschatologicznym (nry 33-34), a także omówiono problem celibatu w Kościele na zarówno na przestrzeni wieków (nry 35-37), jak i obecnie (nry 38-49).

Omawiając celibat w kontekście wartości ludzkich podkreślono, że łaska Boga jest najważniejsza w wyborze celibatu. Bóg bowiem daje człowiekowi wszystko, co jest potrzebne do spełnienia Jego wymagań (nr 51).
- w części drugiej wskazano na konieczność właściwej formacji kapłańskiej (nry 60-72). Intensywne życie duchowe, posługa, asceza, wspólnota kapłańska czy odnawianie przyrzeczeń są konkretnymi wskazówkami dla duchownych (nry 73-82). Poruszono także sprawę przypadków łamania celibatu (nry 96-97) i odpowiedzialności, jaką wobec duchownych ma przede wszystkim biskup (nry 96-97), ale także wszyscy wierni (nry 96-97).